# Campeonato da Europa de Atletismo de 2006
A 19ª edição dos Campeonatos da Europa de Atletismo celebrou-se em Gotemburgo, Suécia, entre 6 e 13 de Agosto de 2006.  
No Domingo 6 de Agosto teve lugar a cerimónia de inauguração, e as provas desportivas começaram no dia seguinte.
A competição celebrou-se no Estádio Ullevi, e participaram 1 400 atletas representando 49 países europeus.
A canção oficial do campeonato tinha por título "Heróis" e era interpretada pela cantora sueca de ascendência grega Helena Paparizou.

## Medalhistas

### Masculino
| Evento                | Ouro                                      | Prata                                                    | Bronze                                    |
| 100 m                 | Francis Obikwelu (Portugal) 9,99          | Andrey Yepishin (Rússia) 10,10                           | Matic Osovnikar (Eslovénia) 10,14         |
| 200 m                 | Francis Obikwelu (Portugal) 20,01         | Johan Wissman (Suécia) 20,38                             | Marlon Devonish (Reino Unido) 20,54       |
| 400 m                 | Marc Raquil (França) 45,02                | Vladislav Frolov (Rússia) 45,09                          | Leslie Sjhone (França) 45,40              |
| 800 m                 | Bram Son (Países Baixos) 1:46,56          | David Fiegen (Luxemburgo) 1:46,59                        | Sam Ellis (Reino Unido) 1:46,64           |
| 1 500 m               | Mehdi Baala (França) 3:39,02              | Ivan Heshko (Ucrânia) 3:39,50                            | Juan Carlos Higuero (Espanha) 3:39,62     |
| 5 000 m               | Jesús España (Espanha) 13:44,70           | Mohammed Farah (Reino Unido) 13:44,79                    | Juan Carlos Higuero (Espanha) 13:46,48    |
| 10 000 m              | Jan Fitschen (Alemanha) 28:10,94          | José Manuel Martínez (Espanha) 28:12,06                  | Juan Carlos de la Ossa (Espanha) 28:13,73 |
| Maratona              | Stefano Baldini (Itália) 2h 11:32         | Viktor Röthlin (Suíça) 2h 11:50                          | Julio Rey (Espanha) 2h 12:37              |
| 110 m barreiras       | Stanislav Olijar (Letónia) 13,24          | Thomas Blaschek (Alemanha) 13,46                         | Andy Turner (Reino Unido) 13,52           |
| 400 m barreiras       | Periklis Iakovakis (Grécia) 48,46         | Marek Plawgo (Polónia) 48,71                             | Rhys Williams (Reino Unido) 49,12         |
| 3 000 m obstáculos    | Jukka Keskisalo (Finlândia) 8:24,89       | José Luis Blanco (Espanha) 8:26,22                       | Bouabdellah Tahri (França) 8:27,15        |
| Estafetas 4 x 100 m   | Reino Unido 38,91                         | Polónia 39,05                                            | França 39,07                              |
| Estafetas 4 x 400 m   | França 3:01,10                            | Reino Unido 3:01,63                                      | Polónia 3:01,73                           |
| Salto em comprimento  | Andrew Howe (Itália) 8.20                 | Greg Rutherford (Reino Unido) 8.13                       | Oleksiy Lukashevych (Ucrânia) 8.12        |
| Salto em altura       | Andrey Silnov (Rússia) 2.36               | Tomas Janku (República Checa) 2.34                       | Stefan Holm (Suécia) 2.34                 |
| Triplo salto          | Christian Olsson (Suécia) 17.67           | Nathan Douglas (Reino Unido) 17.21                       | Marian Oprea (Roménia) 17.18              |
| Salto com vara        | Alex Averbukh (Israel) 5.70               | Tim Lobinger (Alemanha) 5,65 Romain Mesnil (França) 5.65 |                                           |
| Lançamento do peso    | Ralf Bartels (Alemanha) 21.13             | Andrei Mikhnevich (Bielorrússia) 21.11                   | Joachim Olsen (Dinamarca) 21.09           |
| Lançamento do disco   | Virgilijus Alekna (Lituânia) 68.67        | Gerd Kanter (Estónia) 68.03                              | Aleksander Tammert (Estónia) 66.14        |
| Lançamento do martelo | Ivan Tikhon (Bielorrússia) 81,11          | Olli Pekka Karjalainen (Finlândia) 80,84                 | Vadim Devyatovski (Bielorrússia) 80,76    |
| Lançamento do dardo   | Andreas Thorkildsen (Noruega) 88,78       | Tero Pitkamaki (Finlândia) 86,44                         | Jan Zelezny (República Checa) 85,92       |
| 20 km marcha          | Francisco J. Fernández (Espanha) 1h 19:09 | Valery Borchin (Rússia) 1h 20:00                         | João Vieira (Portugal) 1h 20:09           |
| 50 km marcha          | Yohann Diniz (França) 3h 41:39            | Jesús A. García Bragado (Espanha) 3h 42:48               | Yuriy Andronov (Rússia) 3h 43:26          |
| Decatlo               | Roman Sebrle (República Checa) 8.526      | Attila Zsivoczky (Hungria) 8.356                         | Aleksey Drozdov (Rússia) 8.350            |

### Feminino
| Evento                | Ouro                                    | Prata                                                         | Bronze                               |
| 100 m                 | Kim Gevaert (Bélgica) 11,06             | Yekaterina Grigoryeva (Rússia) 11,22                          | Irina Khabarova (Rússia) 11,22       |
| 200 m                 | Kim Gevaert (Bélgica) 22.68             | Yuliya Gushchina (Rússia) 22,93                               | Natalya Rusakova (Rússia) 23,09      |
| 400 m                 | Vanya Stambolova (Bulgária) 49,85       | Tatyana Veshkurova (Rússia) 50,15                             | Olga Zaytseva (Rússia) 50,28         |
| 800 m                 | Olga Kotlyarova (Rússia) 1:57,38        | Svetlana Klyuka (Rússia) 1:57,48                              | Rebecca Lyne (Reino Unido) 1:58,45   |
| 1 500 m               | Tatyana Tomashova (Rússia) 3:56,91      | Yuliya Chizhenko (Rússia) 3:57,61                             | Daniela Yordanova (Bulgária) 3:59,37 |
| 5 000 m               | Marta Domínguez (Espanha) 14:56,18      | Liliya Shobukhova (Rússia) 14:56,57                           | Elvan Abeylegesse (Turquia) 14:59,29 |
| 10 000 m              | Inga Abitova (Rússia) 30:31,42          | Susanne Wigene (Noruega) 30:32,36                             | Lidiya Grigoryeva (Rússia) 30:32,72  |
| Maratona              | Ulrike Maisch (Alemanha) 2h 30:01       | Olivera Jevtic (Sérvia) 2h 30:27                              | Irina Permitina (Rússia) 2h 30:53    |
| 100 m barreiras       | Susanna Kallur (Suécia) 12,59           | Derval O'Rourke (Irlanda) 12,72 Kirsten Bolm (Alemanha) 12,72 |                                      |
| 400 m barreras        | Yevgeniya Isakova (Rússia) 53,93        | Fani Halkia (Grécia) 54,02                                    | Tetyana Tereshchuk (Ucrânia) 54,55   |
| 3.000 m obstáculos    | Alesia Turava (Bielorrússia) 9:26,05    | Tatyana Petrova (Rússia) 9:28,05                              | Wioletta Janowska (Polónia) 9:31,62  |
| Estafetas 4 x 100 m   | Rússia 42,71                            | Reino Unido 43,51                                             | Bielorrússia 43,61                   |
| Estafetas 4 x 400 m   | Rússia 3:25,12                          | Bielorrússia 3:27,69                                          | Polónia 3:27,77                      |
| Salto em comprimento  | Lyudmila Kolchanova (Rússia) 6,93       | Naide Gomes (Portugal) 6,84                                   | Oksana Udmurtova (Rússia) 6,69       |
| Salto em altura       | Tia Hellebaut (Bélgica) 2,03            | Venelina Veneva (Bulgária) 2,03                               | Kajsa Bergqvist (Suécia) 2,01        |
| Triplo salto          | Tatyana Lebedeva (Rússia) 15,15         | Hrisopiyi Devetzi (Grécia) 15,05                              | Anna Pyatykh (Rússia) 15.02          |
| Salto com vara        | Yelena Isinbayeva (Rússia) 4.80         | Monika Pyrek (Polónia) 4.65                                   | Tatyana Polnova (Rússia) 4.65        |
| Lançamento do peso    | Natallia Khoroneko (Bielorrússia) 19.43 | Nadzeya Ostapchuk (Bielorrússia) 19.42                        | Petra Lammert (Alemanha) 19.17       |
| Lançamento do disco   | Darya Pishchalnikova (Rússia) 65.55     | Franka Dietzsch (Alemanha) 64.35                              | Nicoleta Grasu (Roménia) 63.58       |
| Lançamento do martelo | Tatyana Lysenko (Rússia) 76,67          | Gulfiya Khanafeyeva (Rússia) 74,50                            | Kamila Skolimowska (Polónia) 72,58   |
| Lançamento do dardo   | Steffi Nerius (Alemanha) 65,82          | Barbora Spotáková (República Checa) 65,64                     | Mercedes Chilla (Espanha) 61,98      |
| 20 km marcha          | Ryta Turava (Bielorrússia) 1h 27:08     | Olga Kaniskina (Rússia) 1h 28:35                              | Elisa Rigaudo (Itália) 1h 28:37      |
| Heptatlo              | Carolina Klüft (Suécia) 6.740           | Karin Ruckstuhl (Países Baixos) 6.423                         | Lilli Schwarzkopf (Alemanha) 6.420   |

## Quadro de medalhas
| Ordem | País          | Medalha de ouro | Medalha de prata | Medalha de bronze | Total |
| ----- | ------------- | --------------- | ---------------- | ----------------- | ----- |
| 1     | Rússia        | 12              | 12               | 10                | 24    |
| 2     | Alemanha      | 4               | 4                | 2                 | 10    |
| 3     | Bielorrússia  | 4               | 3                | 2                 | 9     |
| 4     | França        | 4               | 1                | 3                 | 8     |
| 5     | Espanha       | 3               | 3                | 5                 | 11    |
| 6     | Suécia        | 3               | 1                | 2                 | 5     |
| 7     | Bélgica       | 3               | 0                | 0                 | 3     |
| 8     | Portugal      | 2               | 1                | 1                 | 4     |
| 9     | Itália        | 2               | 0                | 1                 | 3     |
| 10    | Reino Unido   | 1               | 5                | 5                 | 11    |
| 11    | Chéquia       | 1               | 2                | 1                 | 4     |
| 12    | Finlândia     | 1               | 2                | 0                 | 3     |
| 12    | Grécia        | 1               | 2                | 0                 | 3     |
| 14    | Bulgária      | 1               | 1                | 1                 | 3     |
| 15    | Países Baixos | 1               | 1                | 0                 | 2     |
| 15    | Noruega       | 1               | 1                | 0                 | 2     |
| 17    | Israel        | 1               | 0                | 0                 | 1     |
| 17    | Letônia       | 1               | 0                | 0                 | 1     |
| 17    | Lituânia      | 1               | 0                | 0                 | 1     |
| 19    | Chéquia       | 0               | 0                | 2                 | 2     |
| 20    | Polónia       | 0               | 3                | 4                 | 7     |
| 21    | Ucrânia       | 0               | 1                | 2                 | 3     |
| 22    | Estónia       | 0               | 1                | 1                 | 2     |
| 23    | Hungria       | 0               | 1                | 0                 | 1     |
| 23    | Irlanda       | 0               | 1                | 0                 | 1     |
| 23    | Luxemburgo    | 0               | 1                | 0                 | 1     |
| 23    | Sérvia        | 0               | 1                | 0                 | 1     |
| 23    | Suíça         | 0               | 1                | 0                 | 1     |
| 28    | Roménia       | 0               | 0                | 2                 | 2     |
| 29    | Dinamarca     | 0               | 0                | 1                 | 1     |
| 29    | Eslovênia     | 0               | 0                | 1                 | 1     |
| 29    | Turquia       | 0               | 0                | 1                 | 1     |

## Participantes
| - Albânia - Andorra - Armênia - Áustria - Azerbaijão - Bélgica - Bielorrússia - Bósnia e Herzegovina - Bulgária - Chipre - Croácia - Dinamarca - Estónia - Finlândia - França - Geórgia - Alemanha | - Gibraltar - Grécia - Irlanda - Islândia - Israel - Itália - Letônia - Liechtenstein - Lituânia - Luxemburgo - Macedônia do Norte - Malta - Moldávia - Mónaco - Montenegro - Noruega - Países Baixos | - Polónia - Portugal - Reino Unido - Chéquia - Roménia - Rússia - San Marino - Sérvia - Eslováquia - Eslovênia - Espanha - Suécia (País anfitrião) - Suíça - Turquia - Ucrânia - Hungria |